# 8e législature de la Saskatchewan
La 8e législature de la Saskatchewan est élue lors des élections générales de juin 1934. L'Assemblée siège du 15 novembre 1934 au 14 mai 1938. Le parti libéral est au pouvoir avec James Garfield Gardiner au titre de premier ministre jusqu'à ce qu'il soit nommé au cabinet fédéral et cède sa place à William John Patterson.
Le rôle de chef de l'opposition officielle est assumé par George Hara Williams (en) du groupe des fermiers-travailliste qui devient ensuite le Co-operative Commonwealth Federation (CCF).
John Mason Parker (en) sert comme président de l'Assemblée durant la législature. George Adam Scott le remplace comme président.

## Membres du parlement
Les membres du parlement suivants sont élus à la suite de l'élection de 1934 :
|  | Circonscription électorale | Membre                       | Parti                       |
|  | -------------------------- | ---------------------------- | --------------------------- |
|  | Arm River                  | Gustaf Herman Danielson      | Libéral                     |
|  | Athabasca                  | Deakin Alexander Hall        | Libéral                     |
|  | Bengough                   | James Bidwell Smith          | Libéral                     |
|  | Biggar                     | Robert Pelham Hassard        | Libéral                     |
|  | Bromhead                   | Norman Leslie McLeod         | Libéral                     |
|  | Cannington                 | William John Patterson       | Libéral                     |
|  | Cut Knife                  | Andrew James Macauley        | Groupe fermier-travailliste |
|  | Elrose                     | John Andrew Wilson           | Libéral                     |
|  | Francis                    | Charles Morton Dunn          | Libéral                     |
|  | Gravelbourg                | Benjamin Franklin McGregor   | Libéral                     |
|  | Gull Lake                  | Herman Henry Kemper          | Groupe fermier-travailliste |
|  | Hanley                     | Charles Agar                 | Libéral                     |
|  | Humboldt                   | James Hogan                  | Libéral                     |
|  | Kelvington                 | George Ernest Dragan         | Libéral                     |
|  | Kerrobert                  | Donald Laing                 | Libéral                     |
|  | Kindersley                 | Louis Henry Hantelman        | Groupe fermier-travailliste |
|  | Kinistino                  | John Richard Parish Taylor   | Libéral                     |
|  | Last Mountain              | Guy Hartsel Hummel           | Libéral                     |
|  | Lumsden                    | Henry Phillip Mang           | Libéral                     |
|  | Maple Creek                | John Joseph Mildenberger     | Libéral                     |
|  | Meadow Lake                | Donald MacDonald             | Libéral                     |
|  | Melfort                    | John Duncan MacFarlane       | Libéral                     |
|  | Melville                   | James Garfield Gardiner      | Libéral                     |
|  | Milestone                  | William Pedersen             | Libéral                     |
|  | Moose Jaw City             | William Gladstone Ross       | Libéral                     |
|  | Moose Jaw City             | John Houston Laird           | Libéral                     |
|  | Moose Jaw County           | Thomas Waddell               | Libéral                     |
|  | Moosomin                   | Arthur Thomas Procter        | Libéral                     |
|  | Morse                      | Neil John MacDonald          | Libéral                     |
|  | Notukeu                    | George Spence                | Libéral                     |
|  | Pelly                      | Reginald John Marsden Parker | Libéral                     |
|  | Pheasant Hills             | Asmundur Loptson             | Libéral                     |
|  | Prince Albert              | Thomas Clayton Davis         | Libéral                     |
|  | Qu'Appelle-Wolseley        | Frederick Middleton Dundas   | Libéral                     |
|  | Regina City                | Percy McCuaig Anderson       | Libéral                     |
|  | Regina City                | William Franklin Kerr        | Libéral                     |
|  | Rosetown                   | Neil McVicar                 | Libéral                     |
|  | Rosthern                   | John Michael Uhrich          | Libéral                     |
|  | Saskatoon City             | James Wilfred Estey          | Libéral                     |
|  | Saskatoon City             | George Wesley Norman         | Libéral                     |
|  | Shaunavon                  | Clarence Stork               | Groupe fermier-travailliste |
|  | Shellbrook                 | Omer Alphonse Demers         | Libéral                     |
|  | Souris-Estevan             | Jesse Pichard Tripp          | Libéral                     |
|  | Swift Current              | James Gordon Taggart         | Libéral                     |
|  | The Battlefords            | John Albert Gregory          | Libéral                     |
|  | Thunder Creek              | Robert Scott Donaldson       | Libéral                     |
|  | Tisdale                    | Harvie James Dorrance        | Libéral                     |
|  | Touchwood                  | John Mason Parker            | Libéral                     |
|  | Turtleford                 | Charles Arthur Ayre          | Libéral                     |
|  | Wadena                     | George Hara Williams         | Groupe fermier-travailliste |
|  | Watrous                    | Bertram Gilroy Clement       | Libéral                     |
|  | Weyburn                    | Hugh Elliott Eaglesham       | Libéral                     |
|  | Wilkie                     | John Jardine                 | Libéral                     |
|  | Willow Bunch               | Charles William Johnson      | Libéral                     |
|  | Yorkton                    | Vincent Reynolds Smith       | Libéral                     |

Notes:
1. ↑  Élection tenue le 24 juillet 1934

## Représentation
| Parti                    | Parti                       | Membres |
|                          | Libéral                     | 50      |
|                          | Groupe fermier-travailliste | 5       |
| Total                    | Total                       | 55      |
| Gouvernement majoritaire | Gouvernement majoritaire    | 45      |

## Élections partielles
Des élections partielles peuvent être tenues pour remplacer un membre pour diverses raisons:
| Circonscription | Député élu             | Parti   | Date de scrutin  | Motif                                                                |
| --------------- | ---------------------- | ------- | ---------------- | -------------------------------------------------------------------- |
| Humboldt        | James Chisholm King    | Libéral | 19 novembre 1935 | J Hogan meurt en janvier 1935                                        |
| Gravelbourg     | Edward Milton Culliton | Libéral | 26 novembre 1935 | B F McGregor meurt en 1935                                           |
| Regina City     | William Franklin Kerr  | Libéral | 2 décembre 1935  | WF Kerr se présente à une réélection après une nomination au cabinet |
| Melville        | Ernest Walter Gerrand  | Libéral | 9 décembre 1935  | JG Gardiner est nommé au cabinet fédéral                             |